# Ypthima striata
Ypthima striata är en fjärilsart som beskrevs av George Francis Hampson 1888. Ypthima striata ingår i släktet Ypthima och familjen praktfjärilar. Inga underarter finns listade i Catalogue of Life.